# Churandy Martina
Churandy Thomas Martina (Willemstad, 3 juli 1984) is een sprinter uit Curaçao. Hij werd zesmaal uitgezonden naar de Olympische Spelen en nam daar daadwerkelijk vijfmaal aan deel. Tweemaal voor de Nederlandse Antillen (2004 en 2008) en driemaal voor Nederland op de Olympische Spelen in Londen, in 2012, op de Olympische Spelen in Rio de Janeiro, in 2016, en op de Olympische Spelen in Tokio, in 2021. In Londen stond hij in de finales van de 100 m, 200 m en 4 x 100 m; in Rio de Janeiro in de finale van de 200 m. Martina is Nederlands recordhouder op de 60 m, 100 m, 200 m en de 4 x 100 m estafette en heeft daarnaast ook alle sprintrecords van de Nederlandse Antillen in handen.

## Biografie

### Jeugd
Op de wereldkampioenschappen voor B-junioren in 1999 in Bydgoszcz bereikte Martina op de 100 m met 11,12 s de halve finale. Hij was toen nog geen vijftien jaar. In 2002 vestigde Churandy Martina de aandacht op zich met twee gouden medailles tijdens de Zuid-Amerikaanse jeugdkampioenschappen in Asunción.
Zijn eerste wedstrijd op Nederlandse bodem was tijdens de nationale jeugdkampioenschappen op 27 juni 2003 te Lisse. Om aan deze wedstrijd deel te kunnen nemen was Martina lid geworden van de vereniging Rotterdam Atletiek, omdat deze kampioenschappen alleen toegankelijk zijn voor atleten die zijn aangesloten bij de KNAU. Hij won hier goud op de 100 m met 10,26, wat een forse verbetering van het Nederlandse jeugdrecord betekende. De volgende dag won hij ook goud op de 200 m in 21,03. Later dat jaar werd Martina kampioen op de 100 m tijdens de Pan-Amerikaanse Spelen voor junioren in Bridgetown, Barbados.

### Onder de 10 seconden
Martina was een van de drie deelnemers die de Nederlandse Antillen vertegenwoordigden op de Olympische Spelen van Athene in 2004. Hij droeg de vlag tijdens de openingsceremonie en nam deel aan de 100 m, waarin hij met een tijd van 10,23 als derde in zijn serie doordrong tot de kwartfinale. Hierin werd hij zevende in 10,24.
Welke potentie hij in zich had om uit te groeien tot een sprinter van wereldklasse, bewees Martina in de navolgende jaren. Op 17 april 2005 dook hij voor de eerste maal in zijn carrière onder de grens van 10 seconden. Het gebeurde tijdens een studentenwedstrijd op het atletiekcomplex van UTEP in het Amerikaanse Texas, waar hij op de 100 m de klokken liet stilstaan op 9,93. Het zou een verbetering van zijn toenmalige PR (10,13) van 0,2 seconden zijn geweest, indien niet de wind hem iets te hard in de rug had geblazen (+2,2 m/s). Martina was euforisch: "Ik ging compleet uit mijn dak. Voor mij was het een ontzettend belangrijke mijlpaal. Het was een signaal dat ik op de goede weg was, maar vooral het bewijs dat ik het kon, dat ik een atleet was die internationaal een rol van betekenis zou kunnen gaan spelen. Als je een tijd met te veel rugwind hebt gelopen, weet je als atleet dat je dezelfde tijd ook zonder rugwind moet kunnen lopen. Je lichaam adapteert zich namelijk aan de snelheid."
Een jaar later, op 13 mei 2006, ging het op de Amerikaanse studentenkampioenschappen in El Paso nog veel sneller. Bij die gelegenheid liet Martina een tijd noteren van 9,76. Het zou een verbetering zijn geweest van het toenmalige wereldrecord van Asafa Powell van 9,77, dat toevallig een dag eerder was geëvenaard door Justin Gatlin. Martina kreeg in El Paso echter hulp van een rugwind van maar liefst 6,1 meter per seconde. In elk geval is er maar één ter wereld die ooit sneller heeft gelopen: Obadele Thompson. Die kwam in 1996, eveneens in El Paso, met een rugwind van 5,7 meter per seconde tot 9,69.
Enkele maanden later won hij in de Colombiaanse stad Cartagena goud op de 100 m en de 4 x 100 m estafette tijdens de Centraal-Amerikaanse en Caribische Spelen. Ditmaal wel binnen de gestelde rugwindregels liep hij met een tijd van 10,06 op deze Spelen zowel een Antilliaans als een toernooirecord.

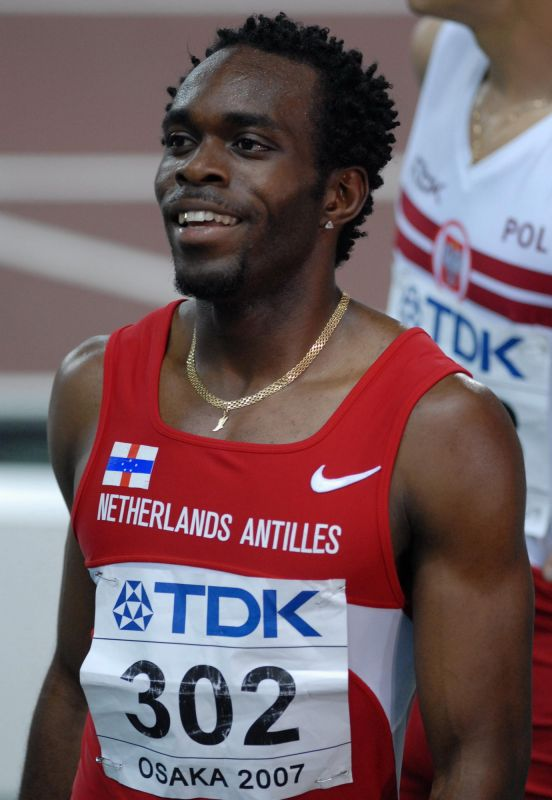
Churandy Martina veroverde op de WK van 2007 in Osaka tweemaal een vijfde plaats

### Nederlands record, maar toch weer niet
Op dinsdag 11 juli 2006 liep Churandy Martina in Lausanne een Nederlands record op de 100 m van 10,10. Precies een jaar later evenaarde hij tijdens de Super Grand Prix in Lausanne deze tijd. Martina liep reeds eerder (op 15 april 2006) in El Paso met een nog net toelaatbare wind van 1,9 m/s een tijd van 10,04 seconden, maar deed toen geen moeite om dit als Nederlands record erkend te krijgen. Hij was niet geïnteresseerd in een Nederlands record, wat bleek uit zijn antwoord aan het Algemeen Dagblad: "Nee, een Nederlands record zegt me niet zo veel. Ik loop voor mezelf, wil elke dag beter worden. Ik loop zeker niet om Nederlandse records te vestigen." De Nederlandse Atletiekunie schrapte zijn Nederlandse record in november 2007, omdat hij op internationale toernooien voor de Nederlandse Antillen uit was gekomen en niet voor Nederland. Overigens was hij (ook naar eigen zeggen) wel de houder van het Koninkrijksrecord. Dit is het record voor tijden die gelopen zijn voor het Koninkrijk der Nederlanden.
Martina vertegenwoordigde de Nederlandse Antillen op de 100 en 200 m op de wereldkampioenschappen van 2007 in Osaka, Japan. Hij haalde de finales van beide nummers en werd twee keer vijfde. Dat jaar won hij ook goud op de Pan-Amerikaanse Spelen in Rio de Janeiro met een winnende tijd van 10,15 seconden.

### OS 2008: diskwalificatie na zilver
Op de Olympische Spelen 2008 droeg Martina opnieuw de vlag van de Antillen en dook hij op 15 augustus 2008 in de kwartfinale van de 100 m, die hij won in 9,99, voor het eerst onder de 10 seconden. Op de halve finale liep hij 9,94 en in de finale verbeterde hij zijn eigen record voor de derde maal in een week tot 9,93. Hij liep hiermee een vierde tijd. Op de 200 m stond Martina ook in de finale. Die werd op woensdag 20 augustus 2008 gewonnen door de Jamaicaan Usain Bolt in een wereldrecordtijd van 19,30. Martina pakte het zilver in de Antilliaanse recordtijd van 19,82. Twee uur na de finale werd Martina, na protest van de Amerikanen, gediskwalificeerd omdat hij met zijn linkervoet contact had gemaakt met de witte lijn. Hierdoor verkreeg Shawn Crawford de zilveren medaille en Walter Dix de bronzen. Het NOC van de Nederlandse Antillen maakte bezwaar tegen de diskwalificatie, middels een arbitragezaak bij het CAS (Courts of Arbitration for Sports), maar het bezwaar werd in maart 2009 ongegrond verklaard. Desondanks heeft Martina de zilveren medaille toch in bezit. De door de diskwalificaties van Martina en Spearmon van de vierde naar de tweede plaats gepromoveerde Crawford wilde de zilveren plak niet hebben en gaf deze aan Martina. Hij deed dit op het atletiekgala van Zürich op 29 augustus 2008. Crawford had al in China tegenover de pers verklaard, dat hij zich niet kon verenigen met het Amerikaanse protest tegen Martina. Crawford: "Dit was voor mijn gevoel het enig juiste. Als je op straat ergens een portemonnee ziet liggen, wil je die ook terugbezorgen bij de rechtmatige eigenaar. Zo was het met die medaille ook. Die was nooit van mij geweest. Ik had er geen recht op. Deze wetenschap maakte dat ik me oprecht schuldig voelde zolang ik dat ding in mijn bezit had." Bij thuiskomst na de Olympische Spelen in de Nederlandse Antillen kreeg Martina ook nog eens een gouden plak.

### Domino Day 2008
Op 14 november 2008 vestigde Churandy Martina een wereldrecord op de 30 m, dat tevens opgenomen is in het Guinness Book of Records. Deze keer sprintte hij echter niet tegen mensen, maar tegen een razendsnel voortdenderende rij dominosteentjes. Hij versloeg de steentjes. De vallende steentjes legden de 30 m af in 4,21, Martina liep ze in 3,81.

### Tegenslag bij WK's
Het jaar 2009 begon goed voor Martina: hij won de 100 m bij de Fanny Blankers-Koen Games in een tijd net onder de 10 seconden. Op de WK in Berlijn kreeg hij tijdens de race last van zijn onderbuik, waardoor hij in de kwartfinale onder zijn kunnen liep en niet de volgende ronde haalde. Door dezelfde kwaal besloot hij niet te starten op de 200 m.
Bij de Centraal-Amerikaanse en Caribische Spelen in 2010 nam hij revanche op de tegenvallende prestatie in Berlijn. Hij pakte de titel op zowel de 100 als de 200 m en werd met het estafetteteam van de Nederlandse Antillen derde op de 4 x 100 m. Ook verbeterde hij in datzelfde jaar zijn persoonlijke record op de 200 m tijdens de Athletissima in Lausanne.
Tijdens de IAAF Continental Cup in 2010 behaalde Martina op de 200 m een zilveren medaille. Hij was geselecteerd voor de ploeg van Noord & Zuid-Amerika.

### Nederlands atleet

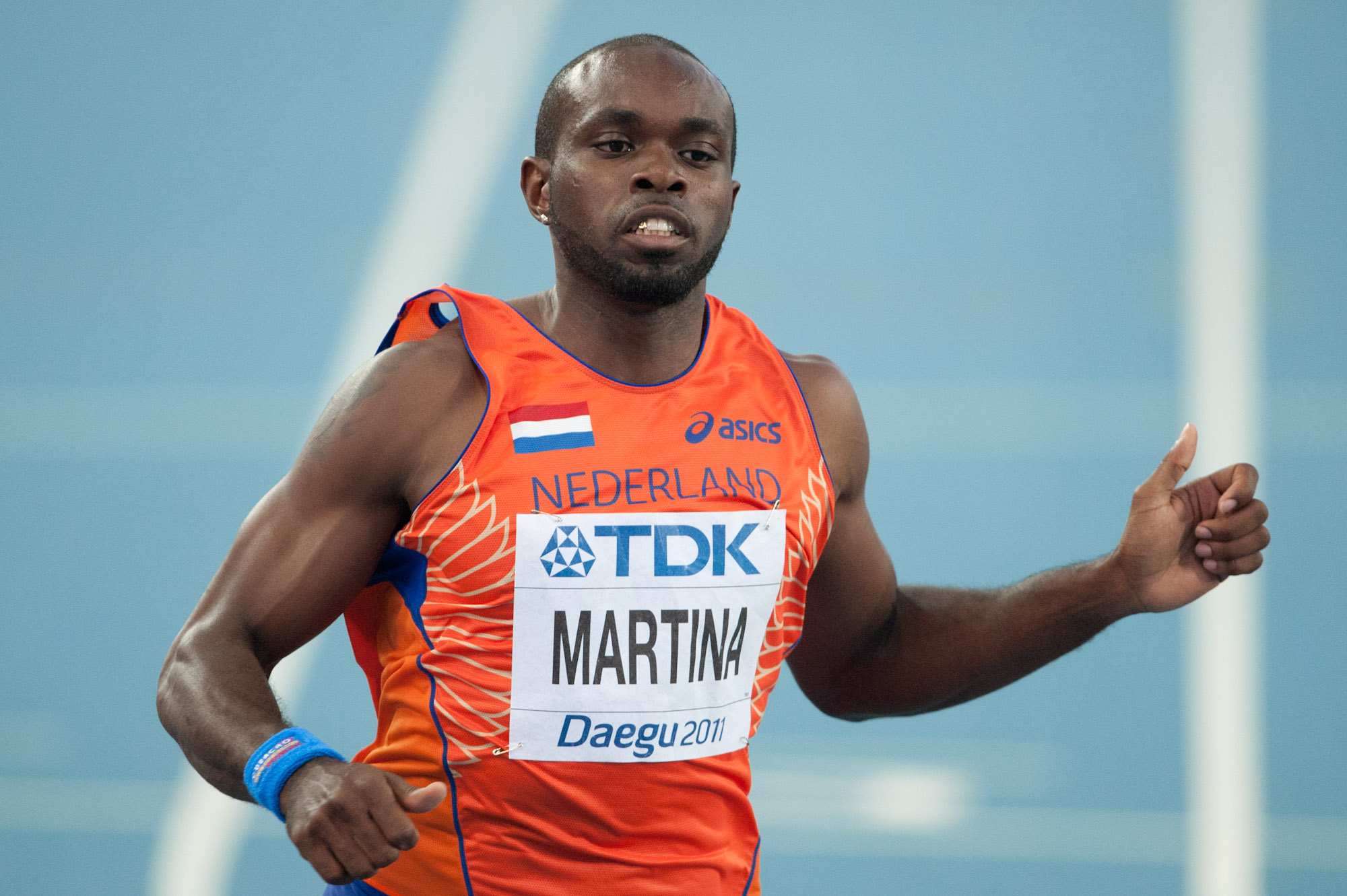
Martina kwam uit voor Nederland bij de WK in Daegu in 2011

In 2011 stopte de Nederlandse Antillen als atletieknatie te bestaan door staatkundige hervormingen binnen het Koninkrijk der Nederlanden. Martina besloot daarop om voortaan voor Nederland uit te komen. Zijn eerste wedstrijd die hij als Nederlands atleet liep was in Hengelo, bij de FBK Games. Hij verbeterde hier het Nederlands record op de 100 m naar 10,10. De eerste kampioenschappen waar hij voor Nederland uitkwam, waren de WK in Daegu. Dit kampioenschap bleek echter op een strop uit te lopen voor Martina. Hij werd al in de halve finales uitgeschakeld op de 100 m en moest zich bij de 200 m in de halve finale afmelden door een lies- en buikspierblessure. Door dezelfde blessure kon hij ook niet meedoen aan de estafette.

### Twee Europese titels
Martina begon voorspoedig in 2012, het eerste atletiekseizoen dat zowel Europese kampioenschappen als Olympische Spelen bevatte. Hij won de 200 m bij de Adidas Grand Prix in New York in een persoonlijk én Nederlands record van 19,94. Hij was hierdoor groot favoriet voor de Europese kampioenschappen in Helsinki op de 200 m. Uiteindelijk pakte hij dan ook gemakkelijk de Europese titel in 20,42; 45 honderdsten voor de nummer twee Patrick van Luijk. Martina maakte ook deel uit van het 4 x 100 m estafetteteam, waarin hij samen met Patrick van Luijk, Giovanni Codrington en Brian Mariano de Europese titel pakte. De tijd, 38,34, was goed voor een nationaal record en directe aanleiding voor NOC*NSF om het team uit te zenden naar de Olympische Spelen van Londen, ondanks dat het viertal niet voldeed aan de kwalificatie-eisen, gesteld door de Nederlandse sportorganisatie. Martina had al eerder voldaan aan de limieten op de 100 m en de 200 m.

### OS 2012: met estafetteteam naar NR en finaleplaats
Tijdens de Olympische Spelen van Londen in 2012 bereikte Martina weer de finale van de 100 m, waarin hij zesde werd in een tijd van 9,94. In de halve finales verbeterde hij het Nederlands record met 0,19 seconden naar 9,91, zijn beste tijd. In de finale van de 200 m werd hij vijfde in 20,00, 0,06 seconde boven zijn persoonlijk record. Samen met Brian Mariano, Giovanni Codrington en Patrick van Luijk werd hij in de finale zesde met een tijd van 38,39. Dat was 0,1 seconde langzamer dan hun Nederlands record van 38,29, dat hetzelfde viertal in de halve finale had gevestigd.
Enkele weken na de Spelen, tijdens de Athletissima in Lausanne, verbeterde Martina, in een eerste confrontatie met Usain Bolt sinds Londen, zijn eigen Nederlandse record op de 200 m naar 19,85. Bolt won de race in 19,58.
Martina werd in 2012 tevens derde in het Diamond League-klassement over 200 m met twaalf punten. Hij won dat jaar tijdens de Adidas Grand Prix op de 200 m voor het eerst een Diamond League wedstrijd.

### OS 2016
Net als teamgenoot Solomon Bockarie werd Martina bij de Olympische Spelen in Rio de Janeiro al in de voorrondes van de 100 meter uitgeschakeld. De regerend Europees kampioen eindigde in de vierde serie op de vijfde plaats, in 10,22.
Maar op de 200 meter ging het beter. Hij kwalificeerde zich voor de halve finales, waar hij Justin Gatlin achter zich wist te houden en kwalificeerde voor de finale. Hij is daarmee de enige atleet naast Usain Bolt die zowel in Peking (2008), Londen (2012) als in Rio de Janeiro (2016) in de finale van de 200 meter stond. In zijn derde Olympische 200 meter finale was hij weer heel erg dichtbij eremetaal. Achter Bolt en De Grasse liepen hij, Christophe Lemaitre en Adam Gemili vrijwel gelijk over de finishlijn. Uiteindelijk bleek Churandy het laatst van die drie te finishen, maar ze zaten allen binnen twee honderdsten van elkaar. Had Martina zijn borst nét iets meer naar voren gegooid, was het brons voor hem geweest, nu ging de eer naar de Fransman. Martina vertelde na afloop dat als sponsors bereid zijn hem te steunen, hij het op de Olympische Spelen van 2020 in Tokio opnieuw wil proberen: Als ik Tokyo haal heb ik iets gedaan wat Bolt niet kon.
Een week na de Olympische Spelen won Martina de 200 m tijdens de Athletissima, de Diamond League wedstrijd in Lausanne. Hij scherpte daar tevens zijn eigen Nederlandse record aan tot 19,81. Na een derde plaats tijdens de afsluitende Memorial Van Damme in 19,98 bereikte hij op de 200 m uiteindelijk de tweede plaats in het eindklassement. Het was zijn tweede Top-Drie plaats in het Diamond League eindklassement.

### Laatste jaren
Na 2016 waren zijn grote successen voorbij. In 2021 kwam Martina in actie op zijn 5e Olympische Spelen. Individueel wist hij zich niet meer te kwalificeren, maar wel met het Nederlandse 4x100 meter estafette team. Martina was een van de 4 lopers in de serie, waarin Nederland niet finishte door een mislukte wissel. Martina besloot door te gaan tot de Olympische Spelen van 2024, hij werd geselecteerd voor het estafetteteam, maar kwam als reserveloper niet in actie op deze spelen. 
In 2021 won Martina op de 200 meter zijn 13e en laatste Nederlandse titel.
Martina liep zijn laatste individuele race op 7 juli 2024 bij de FBK Games, waar hij op de 100 meter laatste werd in 10,36. Deze wedstrijd was zijn afscheid van het Nederlandse publiek en bleek later zijn allerlaatste race te zijn, want hij zou in Parijs niet in actie komen.

### Televisie
In december 2019 deed Martina mee aan de online-televisieserie Het Jachtseizoen van StukTV, waarin hij wist te ontsnappen. De aflevering waar hij inzat was een speciale aflevering die zich afspeelde op Curaçao. Een jaar later, in het najaar van 2020, deed Martina mee aan het tweede seizoen van het televisieprogramma The Masked Singer bij RTL 4. Hij zat in het pak van de dinosaurus. In 2021 deed Martina mee aan de online-televisieserie De Kluis van StukTV, waarin hij samen met Tygo Gernandt en Wolter Kroes wist te winnen.
In 2025 deed Martina mee aan het vijfde seizoen van het televisieprogramma De Verraders bij RTL 4 als getrouwe. Datzelfde jaar is hij tevens een van de deelnemers aan het 25e seizoen van het RTL 4-programma Expeditie Robinson.

### Trivia
- Vanwege zijn opvallende prestaties in 2012 en zijn populariteit in Nederland verscheen in 2013 zijn biografie op de markt, geschreven door Telegraaf-sportjournalist Frank Woestenburg.

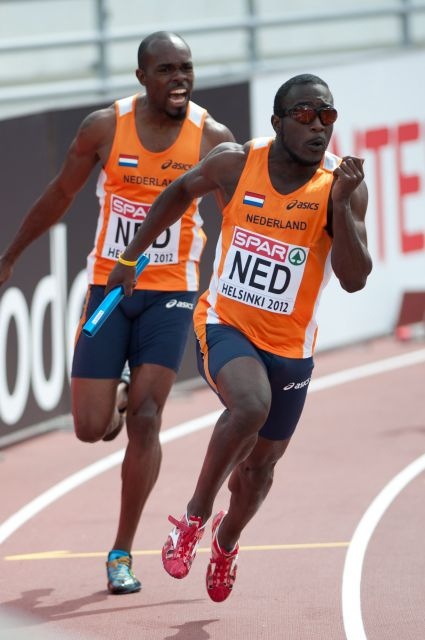
Martina en Feller tijdens de 4 x 100 m op de EK 2012

## Kampioenschappen

### Internationale kampioenschappen
| Onderdeel | Titel                                              | Jaar       |
| --------- | -------------------------------------------------- | ---------- |
| 100 m     | Centraal-Amerikaanse en Caribische Spelen kampioen | 2006, 2010 |
| 100 m     | Pan-Amerikaanse Spelen kampioen                    | 2007       |
| 100 m     | Europees kampioen                                  | 2016       |
| 200 m     | Europees kampioen                                  | 2012       |
| 4 × 100 m | Centraal-Amerikaanse en Caribische Spelen kampioen | 2006       |
| 4 × 100 m | Europees kampioen                                  | 2012       |
| 100 m     | Zuid-Amerikaans jeugdkampioen                      | 2002       |
| 200 m     | Zuid-Amerikaans jeugdkampioen                      | 2002       |
| 100 m     | Pan-Amerikaans jeugdkampioen                       | 2003       |

### Nederlandse kampioenschappen
| Onderdeel | Jaar                                     |
| --------- | ---------------------------------------- |
| 100 m     | 2011, 2012, 2013, 2014, 2015, 2016, 2018 |
| 200 m     | 2011, 2014, 2016, 2018, 2019, 2021       |

## Statistieken

### Persoonlijke records
Outdoor
| Onderdeel | Prestatie                 | Datum            | Plaats   |
| --------- | ------------------------- | ---------------- | -------- |
| 100 m     | 9,91 s (+0,7 m/s; NR)     | 5 augustus 2012  | Londen   |
|           | 9,93 s (0,0 m/s; Ant. NR) | 17 augustus 2008 | Peking   |
| 200 m     | 19,81 s (+0,4 m/s; NR)    | 25 augustus 2016 | Lausanne |
|           | 20,08 (+0,4 m/s; Ant. NR) | 8 juli 2010      | Lausanne |
| 400 m     | 46,13 s (Ant. NR)         | 31 maart 2007    | El Paso  |

Indoor
| Onderdeel | Prestatie         | Datum            | Plaats    |
| --------- | ----------------- | ---------------- | --------- |
| 60 m      | 6,58 s (Ant. NR)  | 6 februari 2010  | Stuttgart |
|           | 6,60 s (ex-NR)    | 6 februari 2016  | Karlsruhe |
| 200 m     | 21,54 s           | 4 februari 2006  | Lincoln   |
|           | 21,23 s (Ant. NR) | 10 februari 2006 | Ames      |

### Snelle tijden
Hieronder staat een overzicht van zijn 100 m wedstrijden, die hij in 10,10 seconden of sneller liep.
| Tijd  | Wind (m/s) | Plaats              | Datum       | Jaar |
| ----- | ---------- | ------------------- | ----------- | ---- |
| 9,91  | +0,7       | Londen              | 5 augustus  | 2012 |
| 9,92  | +2,1       | Oslo                | 4 juni      | 2010 |
| 9,93  | +0,0       | Peking              | 16 augustus | 2008 |
| 9,94  | +0,3       | Peking              | 16 augustus | 2008 |
| 9,94  | +1,5       | Londen              | 5 augustus  | 2012 |
| 9,97  | -0,1       | Hengelo             | 1 juni      | 2009 |
| 9,99  | +0,2       | Peking              | 15 augustus | 2008 |
| 10,00 | +0,8       | El Paso             | 12 april    | 2008 |
| 10,03 | +1,6       | El Paso             | 10 april    | 2010 |
| 10,03 | +1,7       | Lausanne            | 4 juli      | 2013 |
| 10,04 | +1,9       | El Paso             | 15 april    | 2006 |
| 10,04 | +0,8       | Amsterdam           | 20 juli     | 2013 |
| 10,06 | +0,6       | Cartagena de Indias | 25 juli     | 2006 |
| 10,06 | -0,2       | Peking              | 23 augustus | 2015 |
| 10,07 | +2,0       | Cartagena de Indias | 25 juli     | 2006 |
| 10,07 | +0,7       | Mayagüez            | 25 juli     | 2010 |
| 10,07 | +0,0       | Amsterdam           | 7 juli      | 2016 |
| 10,08 | -0,5       | Osaka               | 26 augustus | 2007 |
| 10,08 | +0,8       | Amsterdam           | 31 juli     | 2015 |
| 10,08 | +1,2       | Hengelo             | 22 mei      | 2016 |
| 10,08 | +0,3       | Londen              | 22 juli     | 2016 |
| 10,09 | +0,7       | Philadelphia        | 28 april    | 2007 |
| 10,09 | +0,1       | Moskou              | 11 augustus | 2013 |
| 10,09 | -0,4       | Peking              | 23 augustus | 2015 |
| 10,10 | +1,9       | Nassau              | 9 juli      | 2005 |
| 10,10 | +0,0       | Lausanne            | 11 juli     | 2006 |
| 10,10 | +0,0       | Lausanne            | 10 juli     | 2007 |
| 10,10 | +0,5       | Rome                | 13 juli     | 2007 |
| 10,10 | +0,3       | Hengelo             | 29 mei      | 2011 |
| 10,10 | +0,4       | Londen              | 22 juli     | 2016 |

## Palmares

### 60 m
Kampioenschappen
- 2010: 3e in ½ fin. WK indoor - 6,65 s
- 2016: 4e in serie WK indoor - 6,67 s
- 2018:  NK indoor - 6,70 s

### 100 m
Kampioenschappen
- 1999: 7e in ½ fin. WK junioren U18 - 11,12 s (-0,6 m/s)
- 2000: 6e in serie WK junioren - 10,77 s (+0,8 m/s)
- 2000:  Carifta Games (<17 jr.) - 10,73 s
- 2002:  Zuid-Amerikaanse Spelen - 10,42 s
- 2002: 5e in ¼ fin. WK junioren - 10,52 s (+2,6 m/s)
- 2003:  Carifta Games (<17 jr.) - 10,37 s (te veel wind)
- 2003:  Pan-Amerikaanse jeugdkamp. - 10,33 s
- 2003: 5e in serie WK - 10,35 s (-0,6 m/s)
- 2004:  NACAC kamp. - 10,21 s
- 2004: 7e in ¼ fin. OS - 10,24 s (0,0 m/s) (10,23 s in serie)
- 2005:  Centraal-Amerikaanse en Caraïbische kamp. - 10,10 s
- 2005: 6e in ¼ fin. WK - 10,48 s (-1,2 m/s) (10,46 s in serie)
- 2006:  Centraal-Amerikaanse en Caraïbische Spelen - 10,15 s
- 2007:  Pan-Amerikaanse Spelen - 10,15 s
- 2007: 5e WK - 10,08 s (-0,5 m/s)
- 2007: 6e Wereldatletiekfinale - 10,23 s (-0,3 m/s)
- 2008: 4e OS - 9,93 s (0,0 m/s)
- 2009:  FBK Games - 9,97 s
- 2009: 4e in ¼ fin. WK - 10,19 s (+0,1 m/s)
- 2009: 6e Wereldatletiekfinale - 10,20 (-0,2 m/s)
- 2010:  FBK Games - 10,15 s
- 2010:  Centraal-Amerikaanse en Caraïbische Spelen - 10,07 s
- 2011:  FBK Games - 10,10 s (NR)
- 2011:  NK - 10,27 s
- 2011: 6e in ½ fin. WK - 10,29 s (-0,8 m/s)
- 2012:  FBK Games - 10,18 s
- 2012:  NK - 10,22 s
- 2012: 6e OS - 9,94 s (+1,5 m/s) (in ½ fin. 9,91 s = NR)
- 2013:  NK - 10,04 s (+0,8 m/s)
- 2013: 4e in ½ fin. WK - 10,09 s (-0,4 m/s)
- 2013:  Flame Games te Amsterdam - 10,12 s
- 2014:  NK - 10,13 s (+1,3 m/s)
- 2014:  Flame Games - 10,20 s
- 2015: 6e FBK Games - 10,40 s
- 2015:  NK - 10,08 s (+0,8 m/s)
- 2015: 5e in ½ fin. WK - 10,09 s (-0,4 m/s)(in serie 10,06 s; -0,2 m/s)
- 2016:  NK - 10,11 s (+1,3 m/s)
- 2016:  EK - 10,07 s (0,0 m/s)
- 2016: 5e in serie OS - 10,22 s (-0,5 m/s)
- 2018:  NK - 10,43 s (-2,6 m/s)
- 2018: 6e EK - 10,16 s (0,0 m/s)
- 2019: 4e FBK Games - 10,19 s (+0,6 m/s)
- 2019:  NK - 10,42 s (-1,2 m/s)

Golden League-podiumplek
- 2007:  Golden Gala – 10,10 s

Diamond League-podiumplekken
- 2010:  Bislett Games – 9,92 s
- 2010:  Athletissima – 10,16 s
- 2016:  London Anniversary Games - 10,10 s (+0,4 m/s)(in serie 10,08 s; +0,3 m/s)

### 200 m
Kampioenschappen
- 2000:  Carifta Games (<17 jr.) - 21,73 s
- 2004:  NACAC-kamp. - 20,75 s
- 2007: 5e WK - 20,28 s (-0,8 m/s)
- 2008:  FBK Games - 20,50 s
- 2008: DSQ OS[12]
- 2010:  Centraal-Amerikaanse en Caribische Spelen - 20,25 s
- 2010:  IAAF/VTB Bank Continental Cup 2010 - 20,47 s (+0,2 m/s)
- 2011:  NK - 20,38 s
- 2011: 5e in series WK - 20,70 s
- 2012:  EK - 20,42 s
- 2012: 5e OS - 20,00 s (+0,4 m/s)
- 2013: 7e WK - 20,35 s (0,0 m/s) (20,13 s in ½ fin.)
- 2014:  NK - 20,62 s (+0,3 m/s)
- 2015:  FBK Games - 20,66 s
- 2015: 3e in ½ fin. WK - 20,20 (+0,4 m/s)
- 2016:  NK - 20,11 s (-1,7 m/s)
- 2016: 5e OS - 20,13 s (-0,5 m/s)
- 2017: 5e FBK Games - 20,76 s (-1,2 m/s)
- 2018:  NK - 20,83 s (-3,2 m/s)
- 2019:  NK - 21,00 s (-0,5 m/s)
- 2020:  NK - 20,95 s (+5,2 m/s)
- 2021:  NK - 20,76 s (+0,3 m/s)

Diamond League-podiumplekken
- 2010:  Athletissima – 20,08 s
- 2010:  London Grand Prix – 20,42 s
- 2011:  Prefontaine Classic – 20,39 s
- 2012:  Qatar Athletic Super Grand Prix – 20,26 s
- 2012:  Prefontaine Classic – 20,49 s
- 2012:  Adidas Grand Prix - 19,94 s
- 2012:  London Grand Prix – 19,95 s
- 2012:  Herculis – 20,07 s
- 2012:  Athletissima – 19,85 s
- 2012:   Diamond League - 12 p
- 2013:  Athletissima - 20,01 s
- 2016:  Herculis - 20,29 s (+0,1 m/s)
- 2016:  Athletissima - 19,81 s (+0,4 m/s)
- 2016:  Memorial Van Damme - 19,98 s (+0,8 m/s)
- 2016:   Diamond League - 27 p
- 2017:  Meeting de Paris - 20,27 s (-0,5 m/s)

### 4 x 100 m
- 2005: 6e WK - 38,45 (NR)
- 2006:  Centraal-Amerikaanse en Caribische Spelen - 39,29 s
- 2010:  Centraal-Amerikaanse en Caribische Spelen - 38,82 s
- 2012:  EK - 38,34 s (NR)
- 2012: 6e OS - 38,39 s (in ½ fin. 38,29 = NR)
- 2013: 5e WK - 38,37 s
- 2014: DNF B-fin. World Athletics Relays in Nassau (in serie 38,52 s)
- 2015: 7e B-fin. World Athletics Relays in Nassau - 39,41 s (in serie 39,14 s)
- 2016: 4e EK - 38,57 s
- 2017: DNF World Athletics Relays in Nassau (in serie 38,71 s)
- 2018:  Müller Anniversary Games - 38,21 s (NR)
- 2018:  EK - 38,03 s (NR)
- 2019: 4e in serie World Athletics Relays in Yokohama - 38,67 s
- 2019:  The Match (Europa-Verenigde Staten) in Minsk - 38,45 s
- 2019: DQ WK (in serie 37,91 s = NR)
- 2021: DNF World Athletics Relays in Chorzów[13]

## Onderscheidingen
- AU-atleet van het jaar - 2012, 2016
- Pahud de Mortanges Trofee - 2016
- Meest positieve BN'er - 2016, 2018
- Officier in de Orde van Oranje-Nassau - 30-06-2024
- Lid van verdienste van de Atletiekunie[14] - 2024

- World Athletics: 14180965
- International Standard Name Identifier: 0000 0004 2338 5361
- Nederlandse Thesaurus van Auteursnamen: 357376919
- Virtual International Authority File: 305858420
- WorldCat: E39PBJt8kKcJD9BBBbvPfxd84q